# Zonosagitta littoralis
Zonosagitta littoralis is een soort in de taxonomische indeling van de pijlwormen (Chaetognatha). 
De worm behoort tot het geslacht Zonosagitta en behoort tot de familie Sagittidae. De wetenschappelijke naam van de soort werd voor het eerst geldig gepubliceerd in 1965 door Tokioka & Pathansali.